# Clematis chingii
Clematis chingii är en ranunkelväxtart som beskrevs av Wen Tsai Wang. Clematis chingii ingår i släktet klematisar, och familjen ranunkelväxter. Inga underarter finns listade i Catalogue of Life.